# Montañas Tanggula
Las montañas Tanggula (en chino, 唐古拉山; pinyin, Tánggǔlāshān, o 唐古拉山脉, Tánggǔlāshānmài), Tangla, Tanglha, o Dangla (tibetano: གདང་ལ་།, w Gdang La, z Dang La) son una cadena montañosa en la parte central de la meseta tibetana en el Tíbet. Desde el punto de vista administrativo, la cordillera se encuentra en la prefectura de Nagqu de la región autónoma del Tíbet, y la sección central se extiende hasta las proximidades de la ciudad de Tanggula y la sección oriental entra en la prefectura autónoma tibetana de Yushu de la provincia de Qinghai. 
Las montañasTanggula son la fuente de los ríos Ulan Moron y Dangqu, la cabecera geográfica del río Yangtsé. Por lo tanto, la cordillera funciona como una línea divisoria entre la cuenca del Yangtsé en el norte y las cuencas endorreicas del noreste del Tíbet en el sur.

## Visión general
Las elevaciones de la cresta principal tienen un promedio de más de 5000 m. El río Yangtsé se origina en esta cordillera; El Geladandong, de 6621 metros de altura, situado en la ciudad de Tanggula, es el pico más alto de la cordillera.
La autopista Qinghai-Tíbet y el ferrocarril Qinghai-Tíbet cruzan las montañas Tanggula en el puerto de montaña Tanggula. Este es el punto más alto del ferrocarril Qinghai-Tíbet, y el punto más alto de todos los ferrocarriles del mundo, a 5072 metros (16 640 pies) sobre el nivel del mar. Debido a la nieve y a los ocasionales accidentes de carretera, los cierres de autopistas y los retrasos de tráfico concomitantes no son raros.
Las montañas se encuentran en la ecorregión de la meseta tibetana de arbustos alpinos y praderas.